# Nostromo Yarará
Ностро́мо Ярара́ (ісп. Nostromo Yarará) - аргентинський розвідувальний безпілотний літальний апарат. Розроблений та виготовлений кордовської фірмою Nostromo Defensa. Перший політ відбувся в 2006 році. Перебуває на озброєнні ВПС Аргентини. Використовується як засіб навчання в новому центрі підготовки щодо застосування БЛА, створеному на авіабазі «Кордова». Вироблявся як для потреб аргентинських військових, так і для цивільного застосування, а також на експорт. 
Апарат названий на честь американської списоголові змії виду Bothrops alternatus, в Аргентині званої «yarará».

## Конструкція
Комплекс включає 3 БПЛА, приймальню наземну станцію і допоміжне обладнання загальною вагою 250 кілограм. Може застосовуватися в будь-який час доби для виконання військових і цивільних завдань, включаючи збір інформації, спостереження і розвідку. Управління проводиться вручну або автоматично за заздалегідь заданою програмою. Можливі зліт і посадка з непідготовлених ЗПП. При втраті зв'язку зі станцією управління апарат переходить в автономний режим польоту, також може благополучно здійснити посадку в автоматичному режимі. Бортове обладнання складається з електрооптичного і інфрачервоної системами спостереження, виробництва IAI. Інформація з борта на землю передається в режимі реального часу. Двигун спроектований і побудований британською компанією Cubewano. Цей двигун вважається першим двигуном внутрішнього згоряння, який використовує гас як паливо. У 2010 році до апарату проявили інтерес ВПС Аргентини. У березні 2011 року був укладений початковий контракт на поставку трьох БПЛА.

## Льотно-технічні характеристики
Джерело: Aerospace America 
- Розмах крила, м: 3,98
- Довжина літака, м: 2,472
- маса, кг
  - порожнього: 15,5
  - максимальна злітна: 30
- Тип двигуна: 1 × Cubewano
- Максимальна швидкість, км / год: 147
- Крейсерська швидкість, км / год: 115
- Дальність польоту, км: 740
- Тривалість польоту, ч: 6
- Практична стеля, м: 3000
- Дальність передачі інформації, км: 50

## Оператори
- Аргентина

## посилання
- (англ.) Сторінка БПЛА на офіційному сайті Nostromo Defensa (web.archive.org)
- (рос.) Yarara | БЕСПІЛОТІЕ (web.archive.org)